# Сіака Баґайоко
Сіака Баґайоко (фр. Siaka Bagayoko; нар. 24 липня 1998) — малійський футболіст, захисник клубу «Минай» та збірної Малі.

## Клубна кар'єра
Народився в столиці Малі, місті Бамако. Футбольну кар'єру розпочав на батьківщині, з 2016 по 2017 рік виступав за місцеві клуби «Джоліба» та «Стад Мальєн». У 2017 році вирішив спробувати свої сили за кордоном, переїхав до скромного грецького клубу «Анагеннісі Кардиця», але вже наступного року, так і не зігравши в Греції жодного офіційного матчу, повернувся до малійського клубу «Джоліба».
У 2019 році перебрався до Тунісу, де підсилив «Сфаксьєн». У футболці нового клубу дебютував 24 вересня 2019 року в переможному (3:2) виїзному поєдинку 3-го туру Ліги 1 проти «Кайруана». Сіака вийшов на поле в стартовому складі та відіграв увесь матч. Наприкінці вересня — у жовтні 2019 року зіграв 4 матчі у вищому дивізіоні чемпіонату Тунісу, а наступного року повернувся до малійської «Джоліби».
2 березня 2021 року перейшов у «Минай».

## Кар'єра в збірній
Виступав за юнацьку (U-17), молодіжну та олімпійську збірні Малі.
У футболці національної збірної Малі дебютував 16 січня 2021 року в переможному (1:0) поєдинку Чемпіонату африканських націй проти Буркіна-Фасо. Баґайоко вийшов на поле в стартовому складі та відіграв увесь матч, а на 70-ій хвилині відзначився дебютним голом за національну команду.